# De korenaar (sprookje)
De korenaar is een sprookje dat werd verzameld door de gebroeders Grimm voor Kinder- und Hausmärchen en kreeg het volgnummer KHM194. De oorspronkelijke naam is Die Kornähre.

## Het verhaal
Toen God nog op aarde woonde zaten er vier- tot vijfhonderd korrels in een korenaar in plaats van vijftig of zestig. Ze aren waren even lang als de halm, maar de mensen werden onverschillig. Op een dag liep een klein kind langs een korenveld en valt in een plas. Haar jurkje wordt vuil en de moeder pakt een handvol mooie korenaren en maakt daarmee het jurkje schoon. De Heer loopt net voorbij en zegt dat de korenhalm geen aren meer dragen zal, want de mens is dit niet meer waard. De omstanders vallen op hun knieën en smeken de Heer om iets te laten zitten, al was het voor de onschuldige kippen die anders ook verhongeren zouden. De Heer heeft medelijden en daarom zit er nog een aar boven in de halm.

## Achtergronden
- Het sprookje komt uit Hessen en was opgetekend in Zeitschrift des Vereins für hessische Geschichte (1847).